# Новый Бугалыш
Но́вый Бугалы́ш — деревня в Красноуфимском округе Свердловской области.

## История
Деревня основана в 1700 году братьями-татарами Уразметом и Уразбаем, бежавшими от принудительного крещения с территории нынешнего Сабинского района Татарии.

## География
Новый Бугалыш расположен на правом берегу реки Бугалыш, в 38 километрах на юго-юго-восток от административного центра округа и района — города Красноуфимска.

### Часовой пояс
Новый Бугалыш как и вся Свердловская область, находится в часовой зоне МСК+2. Смещение применяемого времени относительно UTC составляет +5:00.

## Население
| 2002 | 2010 | 2021 |
| ---- | ---- | ---- |
| 410  | ↘337 | ↘266 |

## Улицы
Новый Бугалвш включает пять улиц: Береговая, Берёзовая, Молодёжная, Садовая и Центральная.